# 鸡街乡 (漾濞县)
鸡街乡，是中华人民共和国云南省大理白族自治州漾濞彝族自治县下辖的一个乡镇级行政单位。

## 行政区划
鸡街乡下辖以下地区：
鸡街村、新寨村、菜白村和达村。